# Giorgio Augusto di Erbach-Schönberg
Giorgio Augusto di Erbach-Schönberg (Waldenburg, 17 giugno 1691 – König, 29 marzo 1758) fu conte di Erbach-Schönberg e antenato matrilineare della regina Vittoria del Regno Unito e del re Leopoldo I del Belgio, attraverso la figlia Carolina Ernestina.

## Biografia

### Infanzia

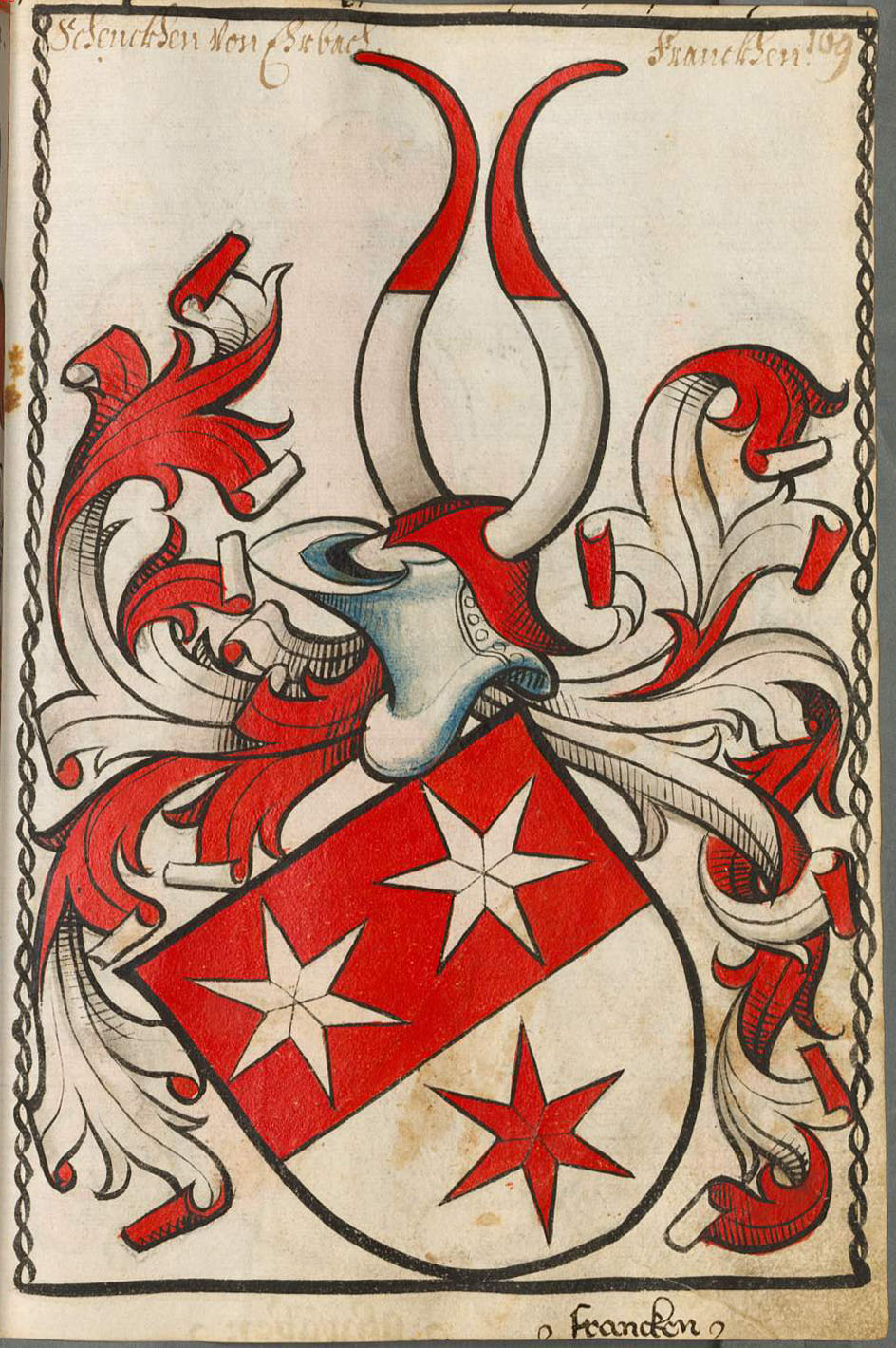
Lo stemma del Casato di Erbach

Era figlio di Giorgio Alberto II il Postumo, conte di Erbach-Fürstenau (1648 - 1717) e della moglie Anna Dorotea Cristina di Hohenlohe-Waldenburg (1656 - 1724).

### Matrimonio

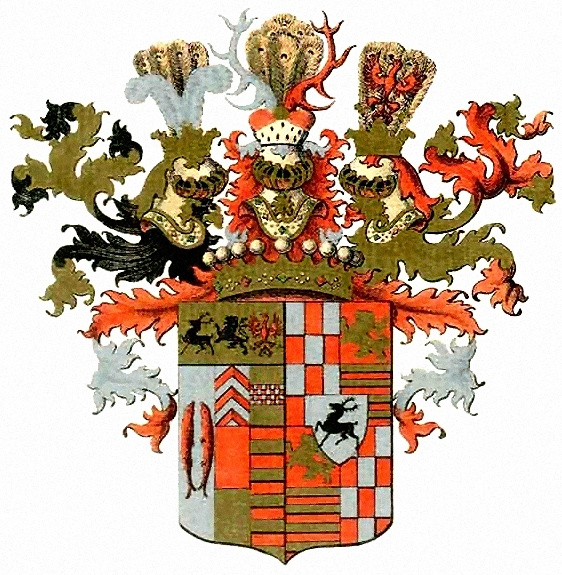
Stemma della Casa di Stolberg

Il 27 giugno 1719 sposò la contessa Ferdinanda Enrichetta di Stolberg-Gedern, dalla quale ebbe tredici figli.

### Morte

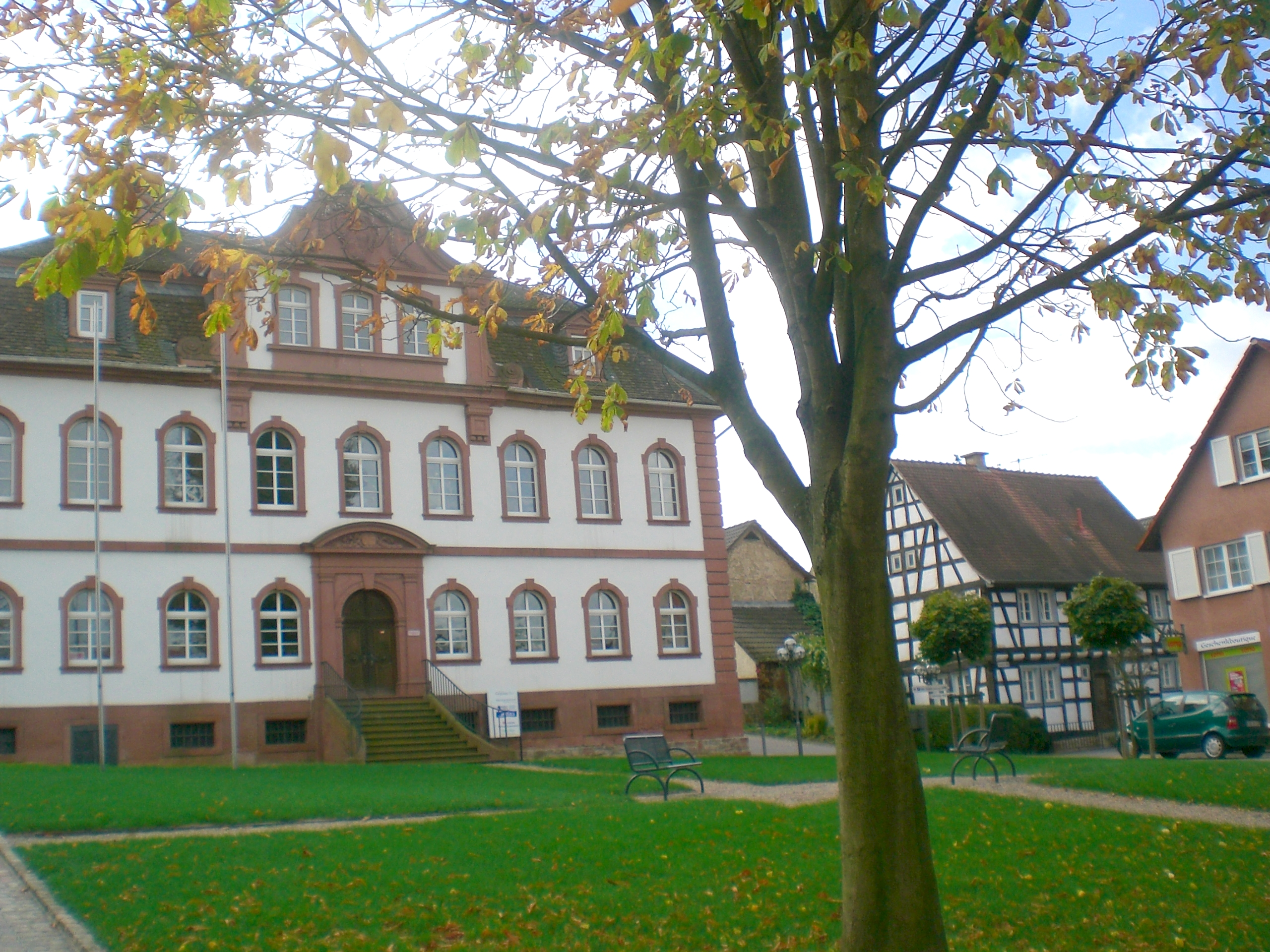
Il Castello di a König, ove morì il conte Giorgio Augusto

Il conte Giorgio Augusto morì il 29 marzo 1758 a König.

## Discendenza
Dal matrimonio tra Giorgio Augusto e nacquero:
- contessa Cristina (Schönberg, 5 maggio 1721 - Eschleiz, 26 novembre 1769), sposò Enrico XII, conte di Reuss-Schleiz;
- Francesco Carlo di Erbach-Schönberg (Schönberg, 28 luglio 1724 - Schönberg, 29 settembre 1788), sposò la contessa Augusta Carolina di Ysenburg-Büdingen in Büdingen;
- conte Cristiano Adolfo (Gedern, 23 agosto 1725 - Gedern, 29 marzo 1726);
- contessa Carolina Ernestina (Gedern, 20 agosto 1727 - Ebersdorf, 22 aprile 1796), sposò Enrico XXIV, conte di Reuss-Ebersdorf;
- conte Cristiano (Gedern, 7 ottobre 1728 - Mergentheim, 29 maggio 1799);
- contessa Augusta Federica (Schönberg, 20 marzo 1730 - Thurnau, 5 settembre 1801), sposò il conte Cristiano di Giech-Wolfstein;
- conte Giorgio Augusto (Schönberg, 9 marzo 1731 - König, 8 febbraio 1799);
- Carlo Eugenio, conte di Erbach-Schönberg (Schönberg, 10 febbraio 1732 - Schönberg, 29 luglio 1816) sposò Maria Johanna Zadubsky von Schönthal;
- conte Federico (Schönberg, 22 gennaio 1733 - Schönberg, 6 aprile 1733);
- contessa Luisa Eleonora (Schönberg, 26 agosto 1735 - Schönberg, 23 gennaio 1816), sposò Leopoldo Casimiro, conte di Rechteren;
- Casimiro (Schönberg, 27 settembre 1736 - Praga, 6 aprile 1760).
- Gustavo Ernesto, conte di Erbach-Schönberg (Schönberg. 28 aprile 1739 - Zwingenberg, 12 febbraio 1812), sposò la contessa Enrichetta Cristiana di Stolberg-Stolberg